# Thérapie communautaire
 (juillet 2009).
La thérapie communautaire (ou thérapie communautaire systémique et intégrative) est une méthode thérapeutique collective créée par le professeur Adalberto Barreto au Brésil.

## Définition
Dans la thérapie communautaire, c'est le groupe qui accueille, soutient et dégage les solutions. Cette thérapie est dite « systémique » parce qu'elle rapproche les difficultés individuelles des interactions sociales. Les individus ne sont pas vus comme isolés mais comme membres d’un réseau relationnel, capable d’autorégulation, de progression, de croissance. Elle est dite « intégrative » parce qu'elle lutte contre l’isolement et l’exclusion, pour la diversité des cultures, des savoir-faire et des compétences. Elle intègre savoir universitaire et savoirs populaires, dans la mise en commun des solutions face aux épreuves de la vie. La culture est vue comme une valeur et comme un recours qui permet d’additionner et de multiplier les potentiels de croissance et les capacités à résoudre les problèmes sociaux. 
Au cours d'une séance, chansons, poèmes, musique, danse, proverbes, etc. amenés par les participants, enrichissent la thérapie par la diversité des codes d’expression. À partir de l’écoute des histoires de vie, chacun devient thérapeute de lui-même. Tous sont coresponsables de la recherche de solutions et du dépassement des défis quotidiens dans une ambiance chaleureuse. 
Cette thérapie est fondée sur deux présupposés fondamentaux : 
1. Même si elle l’ignore, toute personne possède en elle des ressources et des savoirs utiles aux autres, quelles que soient ses conditions sociales, économiques et sa culture ;
2. ces compétences lui viennent des épreuves qu’elle a traversées.

Sur ces bases, les échanges sont résolument horizontaux, puisque ce qui est valorisé n’est pas la différence de statut économique ou universitaire, mais la variété des expériences de vie et à ce niveau, chacun se retrouve à la même enseigne.

## Historique
La thérapie communautaire est née en 1987 à Fortaleza dans le Département de Santé Communautaire de la Faculté de Médecine de l’Université Fédérale du Ceará, à l’initiative du professeur Adalberto Barreto. Selon ce dernier, elle représente une réponse à la demande de consultations émanant des habitants de la favela de Pirambú (environ 280 000 habitants), adressées par Ayrton Barreto, son frère, avocat de l’Association des Droits de l’Homme de la favela : La souffrance psychique associée aux questions des droits de l’homme et de citoyenneté a déterminé cette demande de soutien à la Faculté de Médecine. 
Adalberto Barreto a trouvé plus pertinent de venir dans la favela où il a décidé d’organiser une réunion hebdomadaire durant lesquelles les difficultés pourraient s’exprimer dans les termes où les gens les vivaient, et où les solutions se dégageraient à partir des expériences de vie des participants. C’est à partir de cette pratique visant à valoriser les acquis existentiels, les savoirs populaires et les ressources culturelles qu’a pris forme cette approche d’animation d’espace de parole. Elle s’est progressivement organisée dans le temps en définissant des règles et un mode de fonctionnement très structuré afin que la parole de chacun soit respectée et que l’échange soit le plus libre possible. 
Autour de la thérapie communautaire se sont développées d’autres modalités d’aide et de soutien aux gens de la favela, toujours basées sur les compétences locales des habitants. Ainsi est né le projet Quatro Varas (art thérapie, maison de santé communautaire, théâtre, pharmacie vivante, etc.)
La formation à la thérapie communautaire fait désormais partie intégrante de la politique publique du Ministère de la Santé du Brésil. 
Actuellement, il existe au Brésil 36 centres de formation). Environ 35 000 thérapeutes communautaires ont été formés (leaders communautaires, travailleurs sociaux, psychologues, médecins…).
Actuellement, plusieurs centaines de personnes ont été formées en France et en Suisse, en Italie et en Allemagne et  plusieurs groupes fonctionnent à Grenoble, Marseille, Toulon, Vienne, Lyon, Paris, Bruxelles, Genève, Lausanne, Strasbourg, Mulhouse, Bologne…). Cette dynamique est soutenue par l’Association Européenne de Thérapie Communautaire qui valide et  assure la qualité de la formation et participe à la coordination des groupes avec le soutien de l’Association Française des Amis de Quatro Varas.  

### Concepts
Cette thérapie s’organise autour de 5 axes théoriques : la pensée systémique, la théorie de la communication, l’anthropologie culturelle, la pédagogie de Paulo Freire et la résilience (valorisation de l’expérience personnelle).
Elle postule que toute société humaine dispose de mécanismes régulateurs efficaces et très importants culturellement. Les possibilités de prévention et de soin de la souffrance psychique et les manières de la soigner sont aussi nombreuses que sont variés les différents contextes, sociétés et cultures existants. Selon cette méthode, toute personne ou tout groupe possèderait en son sein, même s’il n’en a pas conscience et même s’il se trouve en situation de grande précarité, des ressources pour dépasser les difficultés, ressources qui lui viennent du savoir acquis à partir de ses expériences de vie et de sa (ses) culture(s).

### Éthique
La thérapie communautaire cherche à rompre avec l’isolement du « savoir scientifique » comme avec celui du « savoir populaire » : elle respecte et met à profit ces deux formes de savoir. Elle œuvre dans une perspective de complémentarité sans rompre avec la tradition et sans nier les apports de la science moderne. Elle met en pratique une « écologie de l’esprit », qui respecte les diversités culturelles et leurs systèmes de représentation,. Horizontalité, humilité, humour et respect de l'autre dans ses différences sont des valeurs incarnées par les animateurs des espaces d'écoute de parole et de lien (ainsi que les groupes de TCI sont volontiers dénommés en Europe).

### Méthodologie
Dans une séance de thérapie communautaire, l’on part d’une  « situation problème » (insomnie, rupture, alcoolisme, violence, abandon…) présentée par une personne et choisie par le groupe parmi plusieurs propositions. À partir de cette situation, les animateurs cherchent à stimuler et favoriser la croissance de l’individu et des personnes de son environnement pour acquérir un plus grand degré d’autonomie, de conscience et de coresponsabilité. La question-clé qui  déclenche la réflexion est : 
« Qui de vous a déjà vécu quelque chose de semblable et qu'avez-vous fait pour vous en sortir ? »
Mettre des mots sur les maux : dans la thérapie communautaire, la parole est un remède pour celui qui parle aussi bien que pour celui qui écoute. C’est le partage des expériences de vie entre les participants qui montre les issues  possibles et permet à la communauté de trouver en elle-même les solutions à des problèmes qu’isolément la personne, la famille et les services publics n’ont pas été capables de trouver.

### Objectifs
L’OMS identifie 10 déterminants sociaux de la santé :
1. Les inégalités sociales
2. Le stress
3. La petite enfance
4. L’exclusion sociale
5. Le travail
6. Le chômage
7. Le soutien social
8. Les dépendances
9. L’alimentation
10. Les transports

La thérapie communautaire agit directement sur deux de ces déterminants : le stress et le soutien social. Indirectement, en augmentant l’estime de soi et la confiance, elle évite l’intériorisation de l’exclusion sociale. 
Elle cherche à :
- accueillir  la souffrance causée par des situations stressantes et à réfléchir  à partir de là ;
- créer un espace de partage  de cette souffrance qui permet de digérer une anxiété paralysante, source de risque pour la santé de ces populations ;
- promouvoir la santé (démarche positive de prévention) au sein d’espaces collectifs et non à combattre les pathologies (démarche négative) de personnes accueillies individuellement ;
- ces situations stressantes peuvent être affrontées seulement avec la force et le soutien du groupe.

Dans la thérapie communautaire, la parole est le remède, le baume apaisant, calmant, la boussole pour qui parle et qui écoute.
C’est dans le partage de l’expérience  de chacun que la douleur des personnes souffrantes est soulagée et que peuvent apparaître de nouvelles pistes pour surmonter les problèmes. Le groupe devient espace d’accueil et de soin grâce au respect des règles de tolérance précises assuré par les deux animateurs formés : faire silence, respecter la parole de l’autre, pas de conseils, pas de jugement, d’analyse ou d’interprétation, parler seulement à la première personne des expériences vécues et  proposer, si l’idée vient en résonance avec ce qui est dit, des  chansons,  poésies, blagues, dictons….. supports culturels hérités de la mémoire collective.

### Bilan
En 22 ans, la thérapie communautaire a démontré qu’elle est :
- un instrument précieux d’intervention psychosociale en matière de santé publique ;
- un espace d’expression libre, un outil de prévention des souffrances psychosociales ;
- un espace d’accueil des souffrances en ce qui concerne les soins primaires préventifs pour réserver les soins secondaires aux personnes qui en ont réellement besoin (pathologie)[8].

La thérapie communautaire n’a ni la prétention d’être une panacée ni celle de se substituer  aux modalités de soins existants. Elle se situe en complémentarité et non en compétition avec elles. 
Selon une étude récente, menée au Brésil, la thérapie communautaire réduit la demande auprès des services spécialisés : à peine 11,5 % des personnes ayant participé à des séances de thérapie communautaire ont eu besoin de recourir aux services spécialisés. 
La construction des réseaux de soutien  social rend l’individu et la communauté plus autonomes et moins dépendants des spécialistes et des institutions spécialisées.
Elle peut être adaptée dans différents contextes et s'adresser à une grande variété de publics : groupes de communauté d'habitat, comme dans le cadre du projet Quatro Varas, mais aussi adolescents, patients addictifs en institution,, comme outil de développement des compétences psychosociales et de l'empowerment dans l'Éducation thérapeutique du patient, avec des personnes en grande précarité, etc. 
Enfin, elle est citée dans le bilan réalisé par Lise Demailly & coll. dans un rapport sur les Analyses d'innovations dans les secteurs psychiatriques : augmenter la mobilité et la
disponibilité. Elle cite la TCI comme un exemple de médecine communautaire.

### Articles en français
On trouvera une sélection d'articles en français rassemblés sur le site de l'Association Européenne de Thérapie Communautaire Intégrative - Amis de Quatro Varas[source insuffisante]

### Livres en Français
- Adalberto Barreto et Jean-Pierre Boyer L’indien qui est en moi Descartes, Paris, 1996 (Traduction portugaise : Adalberto Barreto e Jean-Pierre Boyer O índio que vive em mim - Itinerário de um psiquiatra brasileiro São Paulo, Terceira Margem, 2003)
- Adalberto Barreto Thérapie Communautaire pas à pas, traduction française : Jean-Pierre Boyer, Nicole Hugon, Christiane Fénéon, Edition AETCI - A4V, 2010, Edition Dangles 2011 [17]
- Eliane Contini Un psychiatre dans la favela, Editeur Synthélabo   collection "Les empêcheurs de penser en rond", 1re édition septembre 1995
- Henri le Boursicaud L'avocat de la favela du Pirambù, De imprimé à compte d'auteur - juin 1993 (accessible auprès de l'association Les amis de Quatro Varas)

### Articles publiés dans des revues en français
- Nicole Hugon, La Thérapie communautaire : Une technique d'animation des groupes favorisant l'implication des patients addictifs dans le processus de changement Atelier 32, Journées Internationales de la Qualité Hospitalière,29-30 novembre 2010.
- Marie Laure Durand et al. « Thérapie Communautaire : des espaces d'écoute, de parole et de lien » Journal de l'Action Sociale : Supplément spécial, no 146, Avril 2010.
- Claire Marie-Roda « La Thérapie Communautaire, Une technique brésilienne passée outre-Atlantique » Le Journal des psychologues no 270-septembre 2009, 71-73.

### Articles En Anglais / Espagnol
« The Oaxaca Book, Working with marginalized families and comunities, professionals in the trenches », 3-6 August 2006, Oaxaca, Mexico : 
Contributions de A. Barreto (p. 24-25), M.H.Camarotti (p. 26-27, Marilene Grandesso (p. 28-29), M.C. Rivalta Barreto (p. 30-32), N. Hugon et al. (p. 54-59) (édité par Maurizio Andolfi et Laura Calderon de la Barca, Roma 2008, Nuova Editrice Grafica, neg.negeditrice.it)

### Textes en portugais

#### Livres en portugais
- Adalberto Barreto Terapia comunitaria passo a passo, Fortaleza, Grafica LCR, 2005.
- Marilene Grandesso (dir.), Miriam Rivalta Barreto (dir.)  Terapia comunitária: tecendo redes para a transformação social - Saude, educação e politicas, Ed. Casa do Psicólogo, 2007
- Maria Henriqueta Camarotti, Teresa Cristina Guedes de Paula Freire, Adalberto de Paula Barreto (Dir) Terapia comunitaria integrativa sem fronteiras Brasilia, MISMEC-DF, 2011.
- Maria Henriqueta Camarotti, A Terapia Comunitaria Integrativa no Cuidado da Saúde Mental, Brasilia, ed. Kiron, 2013.

#### Travaux académiques
À télécharger sur le site de l'Association Brésilienne de Thérapie Communautaire (ABRATECOM)  et du Mouvement Intégré de Santé Communautaire du District Fédéral (MISMEC-DF) 

#### Article scientifique
À télécharger sur le site de l'ABRATECOM 